# Kanton Tarn et Causses
Tarn et Causses is een kanton in het arrondissement Millau van het Franse departement Aveyron. Het is, bij toepassing van het decreet van 21 februari 2014, op 22 maart 2015 gevormd door de samenvoeging van de kantons Campagnac, Peyreleau, Saint-Beauzély en Sévérac-le-Château. Op 1 januari 2015 fuseerden de gemeenten van dit laatste kanton tot de commune nouvelle Sévérac d'Aveyron, dat de hoofdplaats van het kanton werd. Door deze gemeentefusie nam het aantal gemeenten in het kanton af van het oorspronkelijke 22 tot het huidige 18.

## Gemeenten
Het kanton Tarn et Causses omvat de volgende gemeenten:
- Campagnac
- La Capelle-Bonance
- Castelnau-Pégayrols
- La Cresse
- Montjaux
- Mostuéjouls
- Peyreleau
- Rivière-sur-Tarn
- La Roque-Sainte-Marguerite
- Saint-André-de-Vézines
- Saint-Beauzély
- Saint-Laurent-d'Olt
- Saint-Martin-de-Lenne
- Saint-Saturnin-de-Lenne
- Sévérac d'Aveyron
- Verrières
- Veyreau
- Viala-du-Tarn